# دراکولا (فیلم ۱۳۹۵)
دراکولا فیلمی به نویسندگی و کارگردانی رضا عطاران و تهیه‌کنندگی علی سرتیپی محصول سال ۱۳۹۴ است. این فیلم در تاریخ ۹ تیر ۱۳۹۵ در سینماهای ایران اکران شده‌است.

## خلاصه داستان
جواد که یک معتاد است شب به پارکی که در آن مواد مصرف می‌کرده‌است می‌رود و به قصد بازگشت سوار یک سواری می‌شود اما راننده خودرو که از نسل دراکولا است او را می‌رباید و وقتی جواد به هوش می‌آید به صورت مخفیانه به پلیس تلفن می‌کند اما پلیس حرف او را جدی نمی‌گیرد سپس وقتی که رباینده می‌آید متوجه می‌شود که او برخلاف دفعات قبل که خون افراد ربایش شده را می‌خورد نمی‌خواهد خون او را بخورد در این حین زن عامل ربایش که او هم از نسل دراکولا است متوجه قضیه می‌شود و با فرزندش از خانه می‌رود کمی بعد عامل ربایش به جواد می‌گوید که وقتی شش سال پیش با زنش ازدواج کرده قرار بوده که دیگر او خون نخورد اما به مرور دوباره به اینکار روی می‌آورد جواد که از قضیه ترسیده‌است از یک فرصت استفاده می‌کند و به او مواد می‌دهد و سپس فرار می‌کند اما عامل ربایش سریعاً او را می‌گیرد و می‌گوید او را نمی‌کشد، همان شب جواد به زنش تلفن می‌کند و می‌گوید که امشب را به خانه دوستش آمده و شب در آنجا می‌ماند.
صبح روز بعد عامل ربایش که حس می‌کند معتاد شده‌است به همراه جواد به مرکز تست می‌رود و جواب آزمایش مثبت می‌آید سپس آن‌ها برای شروع ترک شروع به پیاده‌روی می‌کنند، در همان روز جواد به همراه عامل ربایش به خانه زنش می‌رود و می‌گوید که دوستش تور می‌برد و با او به ترکیه می‌رود بدین ترتیب آنها چند روز در خانه عامل ربایش می‌مانند و…

## بازیگران
- رضا عطاران
- لوون هفتوان
- ویشکا آسایش
- سیامک انصاری
- ژاله صامتی
- لیلا بلوکات
- امید روحانی
- عباس محبوب
- محمود نظرعلیان
- صادق حسنی
- نیما راد
- علی دوریش
- سوگل محرابی
- آرش دوست‌محمدی